# Aniuk
La rivière Aniuk est un cours d'eau d'Alaska, aux États-Unis situé dans le borough de Northwest Arctic. C'est un affluent de la rivière Noatak.

## Description
Longue de 45 milles (72 km), elle prend sa source sur le flanc sud de la montagne Kavaksurak et coule en direction du  sud-ouest pour rejoindre la rivière Noatak dans la chaîne Brooks.
Son nom eskimo a été référencé en 1910 par C.E. Giffin.